# Backlink
Un link entrante o collegamento entrante (in inglese backlink, abbreviato in BL) è un collegamento ipertestuale che punta a una determinata pagina web. Esso viene chiamato anche con i nomi di incoming link, inbound link, inlink, o inward link.

## Tipologie di backlink
Ci sono diversi tipi di backlink, che variano per influenza sul ranking dei siti collegati e per scopo.
Possiamo distinguere i backlink di tipo:
- nofollow: utilizza l'attributo HTML rel="nofollow"
ed è stato introdotto per contrassegnare i link che non devono passare PageRank[3], anche se dal 2019 Google ha affermato che "Google nel 2019 continuerà a ignorare i collegamenti nofollow ai fini della scansione e dell'indicizzazione, ma questo comportamento rigoroso cambierà il 1ºmarzo 2020, quando Google inizierà a trattare gli attributi nofollow come "suggerimenti", il che significa che potrà scegliere di scansionarli o meno[4]". Questa modifica ha cambiato la concezione comune verso i link nofollow e suggerito una possibile introduzione dei link nofollow come ulteriore elemento che può passare PageRank[5].
- dofollow: link che passa PageRank, creato quando non vengono utilizzati attributi modificatori (i link inseriti sono inizialmente sempre di tipo dofollow, quindi non esiste attributo "follow" o "dofollow")[3].
- sponsored: utilizza l'attributo HTMLrel="sponsored"
È stato introdotto da Google per contrassegnare i link inseriti a seguito di pagamento o sponsorizzati, e ipoteticamente anche i link di affiliazione, anche se non esplicitamente dichiarato[4]. Se non contrassegnati, questi link corrispondono a una violazione delle linee guida per webmaster di Google, considerati come schema di link penalizzabile che può quindi danneggiare il posizionamento del sito sul motore di ricerca[6]. L'inserimento di questo link previene il rischio di una eventuale penalizzazione manuale da parte di Google. L'utilizzo di link sponsored può essere anche sostituito con l'uso dei normali link nofollow, in quanto non permettono la manipolazione di PageRank e quindi allo stesso modo dei link sponsored non corrispondono a manipolazione del PageRank, anche se viene raccomandato l'uso del link sponsored[4].
- UGC (User Generated Content): utilizza l'attributo HTMLrel="ugc"
e viene consigliato per contrassegnare i link generati dagli utenti, tra cui commenti e post nei forum[4]. La mancata assegnazione dell'attributo ugc non comporta penalizzazioni in quanto non rientra tra i link ottenuti tramite pagamenti e in generale agli schemi di link[6].

## Analizzare i backlink

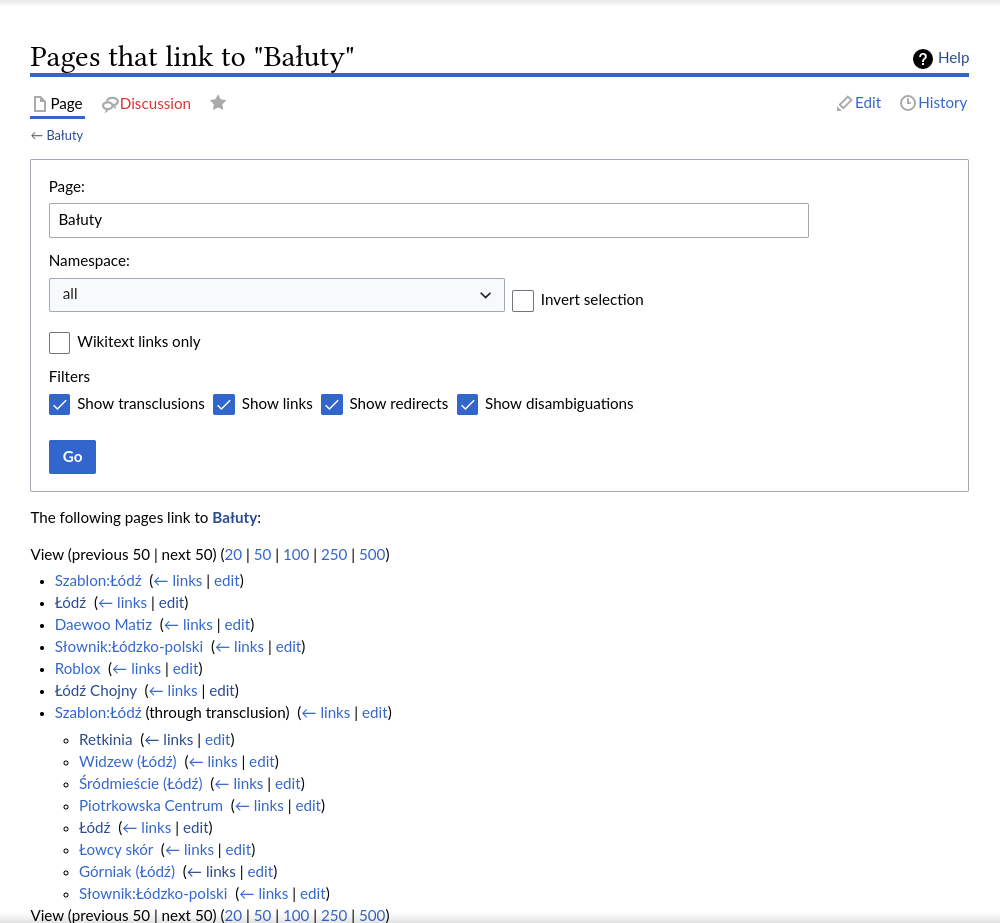
Esempio di backlink

Per analizzare i backlink fino al 2017 (poi deprecato) era possibile usare i comandi di google e, in particolare, il comando link: che permetteva di visualizzare i BL che puntano ad una determinata pagina web. Il risultato del comando era comunque molto approssimativo: per un'analisi più approfondita bisogna sempre utilizzare Google Search Console ed essere proprietari verificati di un sito. Anche in questo caso però i risultati sono spesso parziali e non è detto che Google Search Console riesca ad identificare tutti i link che puntano verso un determinato sito web (occorre che il crawler abbia già scansionato la pagina in questione, rilevando il link). Per siti web di cui non si ha la proprietà, esistono una serie di strumenti, gratuiti e a pagamento, che offrono delle stime, dati approssimativi. Solitamente infatti, per avere risultati più accurati, vengono utilizzati in supporto a Google Search Console una serie di tool SEO esterni, che permettono di integrare ulteriormente la propria analisi dei backlink in entrata verso un sito web.
È possibile ottenere i backlink da diversi tipi di domini. Più il PageRank è alto, più l'impatto del backlink avrà effetto sul link di riferimento. I domini .gov e .edu sono quelli con maggior priorità a livello di indicizzazione.
L'attività di ricerca e creazione di backlink è chiamata link building. La link building è una strategia che consiste nella creazione di una serie di link che da siti e blog esterni puntano verso il proprio blog o sito web e che ha lo scopo di accrescere la credibilità e l’autorità di un sito web o di un blog.

## Popolarità delle pagine e backlink
I backlink sono uno dei più importanti fattori di posizionamento SEO a cui devi prestare attenzione se vuoi aumentare il traffico del tuo sito Web da Google. 
In effetti, è stato confermato da Google stesso nel 2016 che, oltre ai contenuti, i backlink sono uno dei due segnali più importanti utilizzati per classificare i siti Web.
I backlink svolgono un ruolo di primaria importanza nel calcolo della popolarità di una pagina web, meglio nota come link popularity (o LP) ed in particolare vengono sfruttati dai motori di ricerca all'interno degli algoritmi che generano la SERP.
I backlink in passato si valutavano per quantità, dall'arrivo dell'algoritmo Penguin invece i link vengono valutati per la loro qualità e pertinenza. Risulta importante avere un profilo di backlink di qualità rimuovendo invece i backlink poco attinenti o provenienti da siti poco attendibili.
Un aspetto importante dei backlink è l'anchor text, ovvero il testo che punta alla pagina di destinazione. Si consiglia di mantenere un profilo di backlink il più naturale possibile, evitando anchor text troppo focalizzate su parole chiave di conversione. La maggior parte dei backlink dovrebbe usare anchor text legato al nome del sito (anchor text brand), e solo in minima parte le parole chiave dei servizi o prodotti venduti (anchor text transazionale). Il rischio è di ricevere una penalizzazione di Google Penguin perdendo quindi il ranking legato alla parola chiave in anchor text.